# Editel Polska
Editel Polska S.A. (do 17 lipca 2023 roku jako Edison S.A.) – polskie przedsiębiorstwo z siedzibą w Krakowie, specjalizujące się w świadczeniu usług elektronicznej wymiany danych (EDI) oraz wspieraniu transformacji cyfrowej firm. Spółka jest notowana na rynku NewConnect od 30 marca 2012 roku. Funkcję prezesa zarządu od 25 lipca 2012 roku pełni Tomasz Kuciel.

## Historia
Przedsiębiorstwo zostało założone w 1996 roku pod nazwą doctorQ EDI. W 1999 roku firma została włączona do grupy Prokom Internet i przyjęła nazwę Edison S.A., koncentrując się na rozwoju usług w zakresie elektronicznej wymiany danych (EDI), a także rozszerzając działalność o sektor automotive i rynek FMCG.
W 2011 roku spółka została przejęta przez Powszechne Towarzystwo Inwestycyjne S.A., a rok później, w 2012 roku, zadebiutowała na rynku NewConnect prowadzonym przez Giełdę Papierów Wartościowych w Warszawie.
W 2018 roku Edison S.A. został pierwszym w Polsce Certyfikowanym Punktem Dostępowym (PEPPOL), przygotowując się do wdrożenia przepisów dotyczących elektronicznych faktur. W tym samym roku spółka wygrała przetarg na obsługę Platformy Elektronicznego Fakturowania (PEF), czyli centralnej platformy służącej do odbioru i przesyłania ustrukturyzowanych faktur elektronicznych oraz innych dokumentów pomiędzy zamawiającymi a wykonawcami w ramach zamówień publicznych.
W czerwcu 2019 roku spółka dołączyła do międzynarodowej grupy EDITEL, a 17 lipca 2023 roku oficjalnie zmieniła nazwę na Editel Polska S.A..
W przeszłości firma przeprowadziła liczne emisje akcji, obejmujące serie od A do Ł, z których większość oferowana była w drodze subskrypcji prywatnej. Działania te miały miejsce głównie w okresie działalności pod nazwą Edison S.A..

## Profil działalności
Editel Polska S.A. prowadzi działalność w zakresie elektronicznej wymiany danych (EDI), oferując rozwiązania umożliwiające automatyzację i optymalizację procesów biznesowych, w tym w obszarze łańcucha dostaw oraz e-fakturowania. Spółka stosuje model subskrypcyjny, umożliwiający rozliczanie usług na podstawie okresowych opłat.
W związku z planowanym wprowadzeniem jednolitych regulacji unijnych w ramach pakietu ViDA (VAT in the Digital Age), działalność firmy obejmuje także wsparcie w dostosowywaniu systemów informatycznych do nowych obowiązków raportowania podatkowego w czasie rzeczywistym. W Polsce głównym narzędziem realizacji tych założeń jest Krajowy System e-Faktur (KSeF), który ma stać się obowiązkowy od lutego 2026 roku. System ten działa w modelu scentralizowanym i umożliwia wystawianie oraz odbieranie faktur ustrukturyzowanych poprzez platformę zarządzaną przez administrację skarbową. Editel Polska oferuje integrację systemów klientów z KSeF i świadczy usługi zgodne z obowiązującymi przepisami prawa podatkowego.
Spółka realizowała wdrożenia systemów EDI w zróżnicowanych sektorach gospodarki, takich jak motoryzacja, przemysł chemiczny i kosmetyczny, meblarstwo, budownictwo, instalacje sanitarne, odzież sportowa oraz FMCG. Wśród jej klientów znajdują się m.in.: OTCF, Inglot, Grupa Kapitałowa VOX.
Oferta firmy obejmuje również integrację z systemami klasy ERP, serwis, instalację, szkolenia oraz wsparcie techniczne. Prowadzi także projekty doradcze w zakresie e-commerce i zarządzania dokumentacją elektroniczną.
Spółka nie tworzy grupy kapitałowej i nie posiada jednostek zależnych. Należy do Stowarzyszenia Emitentów Giełdowych i posiada certyfikaty systemów zarządzania:
- ISO 9001 – zarządzanie jakością,
- ISO 14001 – zarządzanie środowiskowe,
- ISO/IEC 27001 – zarządzanie bezpieczeństwem informacji[2].

## Władze spółki[1]

### Zarząd
- Tomasz Kuciel – Prezes Zarządu

### Rada nadzorcza
- Gerd Marlovits – Przewodniczący
- Tibor Šata – Wiceprzewodniczący
- Gregor Herzog – Członek
- Štefan Sádovský – Członek
- David Farar – Członek.

## Akcjonariat[1][2]
Według stanu na 15 maja 2025 roku:
- EDITEL Austria GmbH – 2 662 333 akcji (90,20% udziału),
- Pozostali akcjonariusze – 289 234 akcji (9,80%).

Kapitał zakładowy spółki wynosił 2 951 567 zł, podzielony na równą liczbę akcji.